# Mashonaland West
Mashonaland West is een provincie van Zimbabwe. Het heeft een oppervlakte van 57.441 km² en een inwonertal van 1.222.583 (2002). De hoofdstad van Mashonaland West is Chinhoyi.
De provincie is verdeeld in zes districten:
- Chegutu
- Hurungwe
- Kadoma
- Kariba
- Makonde
- Zvimba

Bulawayo · Harare · Manicaland · Mashonaland Central · Mashonaland East · Mashonaland West · Masvingo · Matabeleland North · Matabeleland South · Midlands